# Orchestra Sinfonica di Wimbledon
La Wimbledon Symphony Orchestra è un'orchestra sinfonica con sede a Wimbledon, Londra. L'orchestra dava i suoi concerti al Municipio di Wimbledon. Quando questo fu demolito per far posto al centro commerciale, dovette spostare la sala dei concerti nella St Matthews Church Durham Road, Londra.

## Storia
A Wimbledon c'era sempre stata un'orchestra e, dal 1890 fino al 1913, venivano  tenuti concerti, grazie all'interessamento di Herr Gustav Mächtig, un immigrato tedesco residente a Wimbledon. L'orchestra locale era mista, formata in parte da dilettanti e in parte da professionisti e così anche il repertorio era composto in parte da brani classici e in parte da pezzi popolari.
Da questa formazione ebbe origine la Wimbledon Philharmonic Orchestra, nata a cavallo fra le due guerre e successivamente ripresa al termine della seconda guerra mondiale. L'orchestra continuò fino agli ultimi anni 1950, diretta da Kenneth Tucker, un funzionario di banca appassionato di musica, che continuò con entusiasmo fino al suo pensionamento.
Nel 1961 il compositore Kenneth Victor Jones mise un annuncio sul Wimbledon Borough News per informare della sua decisione di fondare una nuova orchestra ed invitava quindi i musicisti che fossero interessati a presentarsi a lui per le audizioni.
Nel 1961 fu fondata la Wimbledon Symphony Orchestra, diretta inizialmente da lui. Quando Jobes dovette lasciare, l'incarico fu assegnato a John Alldis, che era già molto noto per il coro da lui fondato, il John Alldis Choir e, successivamente del London Philharmonic Choir e del London Symphony Chorus.

## John Alldis
Nel 1973 dunque John Alldis prese in mano le redini dell'Orchestra e questo fu probabilmente il periodo più entusiasmante, in quanto la sua guida infuocata ed ispirata l'orchestra raggiunse risultati veramente eccezionali, grazie ad una programmazione mai scontata ed esecuzioni bellissime. I migliori solisti del momento si succedettero per collaborare, nomi quali John Lill, Joanna McGregor, Hamish Milne, Alan Hacker, Felicity Palmer, Michael Collins, Richard Watkins, Rodney Friend, James Galway, Jack Brymer e Paul Lewis. Molti di loro tornarono ad esibirsi con l'orchestra.
A causa di una malattia John Alldis fu costretto a ritirarsi e nel 2005 il suo posto fu occupato da Robert Browning, che ha continuato la tradizione di buone esecuzioni, mantenendo ottimi standard e proponendo sia musica nuova che il repertorio tradizionale.